# Azerbaigian ai Giochi della XXX Olimpiade
L'Azerbaigian ha partecipato alle Giochi della XXX Olimpiade di Londra, svoltisi dal 27 luglio al 12 agosto 2012, con una delegazione di 53 atleti.

## Medagliere per discipline
| Sport             | Oro | Argento | Bronzo | Totale |
| ----------------- | --- | ------- | ------ | ------ |
| Lotta             | 2   | 2       | 3      | 7      |
| Pugilato          | 0   | 0       | 2      | 2      |
| Sollevamento pesi | 0   | 0       | 1      | 1      |
| Totale            | 2   | 2       | 6      | 10     |

### Medaglie d'oro
| Medaglia | Nome            | Sport | Evento                      |
| -------- | --------------- | ----- | --------------------------- |
| Oro      | Toghrul Asgarov | Lotta | Lotta libera 60 kg maschile |
| Oro      | Sharif Sharifov | Lotta | Lotta libera 84 kg maschile |

### Medaglie d'argento
| Medaglia | Nome            | Sport | Evento                            |
| -------- | --------------- | ----- | --------------------------------- |
| Argento  | Rövşən Bayramov | Lotta | Lotta greco-romana 55 kg maschile |
| Argento  | Marija Stadnyk  | Lotta | Lotta libera 48 kg femminile      |

### Medaglie di bronzo
| Medaglia | Nome                 | Sport             | Evento                              |
| -------- | -------------------- | ----------------- | ----------------------------------- |
| Bronzo   | Emin Əhmədov         | Lotta             | Lotta greco-romana 74 kg maschile   |
| Bronzo   | Khetag Gazyumov      | Lotta             | Lotta libera 96 kg maschile         |
| Bronzo   | Julija Ratkevič      | Lotta             | Lotta libera 55 kg femminile        |
| Bronzo   | Teymur Mammadov      | Pugilato          | Pugilato Pesi massimi maschile      |
| Bronzo   | Magomedrasul Majidov | Pugilato          | Pugilato Pesi supermassimi maschile |
| Bronzo   | Valentin Hristov     | Sollevamento pesi | Sollevamento pesi 56 kg maschile    |

## Atletica leggera
Maschile

Corse, gare
| Atleta          | Gara            | Batterie  | Batterie | Quarti | Quarti | Semifinali | Semifinali | Finale    | Finale |
| Atleta          | Gara            | Tempo     | Pos.     | Tempo  | Pos.   | Tempo      | Pos.       | Tempo     | Pos.   |
| --------------- | --------------- | --------- | -------- | ------ | ------ | ---------- | ---------- | --------- | ------ |
| Hayle İbrahimov | 5000 m maschili | 13:25'23" | 1º Q     |        |        |            |            | 13:45'37" | 9º     |

Eventi concorsi
| Atleta          | Evento              | Qualificazioni | Qualificazioni | Finale          | Finale          |
| Atleta          | Evento              | Misura         | Posizione      | Misura          | Posizione       |
| --------------- | ------------------- | -------------- | -------------- | --------------- | --------------- |
| Dmitriy Marshin | Lancio del martello | 72,85          | 19º            | Non qualificato | Non qualificato |

Femminile
Corse, gare
| Atleta            | Gara             | Batterie  | Batterie | Quarti          | Quarti          | Semifinali      | Semifinali      | Finale          | Finale          |
| Atleta            | Gara             | Tempo     | Pos.     | Tempo           | Pos.            | Tempo           | Pos.            | Tempo           | Pos.            |
| ----------------- | ---------------- | --------- | -------- | --------------- | --------------- | --------------- | --------------- | --------------- | --------------- |
| Layes Abdullayeva | 5000 metri piani | 15:45'69" | 17ª      | Non qualificata | Non qualificata | Non qualificata | Non qualificata | Non qualificata | Non qualificata |

## Canoa/Kayak

### Velocità
Maschile
| Atleta                            | Evento     | Batterie | Batterie   | Semifinali      | Semifinali      | Finale          | Finale          |
| Atleta                            | Evento     | Tempo    | Classifica | Tempo           | Classifica      | Tempo           | Classifica      |
| --------------------------------- | ---------- | -------- | ---------- | --------------- | --------------- | --------------- | --------------- |
| Valentin Demyanenko               | C-1 200 m  | 44"194   | 7º         | Non qualificato | Non qualificato | Non qualificato | Non qualificato |
| Sergij Bezuglij Maksim Prokopenko | C-2 1000 m | 3'38"042 | 1i Q FA    |                 |                 | 3'37"219        | 4i              |

## Canottaggio
Maschile
| Atleta                 | Evento  | Batterie | Batterie   | Ripescaggi | Ripescaggi | Quarti di finale | Quarti di finale | Semifinali | Semifinali | Finale  | Finale     |
| Atleta                 | Evento  | Tempo    | Classifica | Tempo      | Classifica | Tempo            | Classifica       | Tempo      | Classifica | Tempo   | Classifica |
| ---------------------- | ------- | -------- | ---------- | ---------- | ---------- | ---------------- | ---------------- | ---------- | ---------- | ------- | ---------- |
| Aleksandar Aleksandrov | Singolo | 6'49"81  | 2º Q       |            |            | 6'55"32          | 3º SA/B          | 7'20"80    | 3º FA      | 7'09"42 | 5º         |

Femminile
| Atleta              | Evento  | Batterie | Batterie   | Ripescaggi | Ripescaggi | Quarti di finale | Quarti di finale | Semifinali | Semifinali | Finale  | Finale     |
| Atleta              | Evento  | Tempo    | Classifica | Tempo      | Classifica | Tempo            | Classifica       | Tempo      | Classifica | Tempo   | Classifica |
| ------------------- | ------- | -------- | ---------- | ---------- | ---------- | ---------------- | ---------------- | ---------- | ---------- | ------- | ---------- |
| Natalya Mustafayeva | Singolo | 7'46"01  | 2ª Q       |            |            | 8'00"26          | 3ª SA/B          | 8'06"83    | 6ª FB      | 8'23"64 | 12ª        |

## Ciclismo
Femminile
| Atleta         | Evento                   | Tempo                 | Classifica            |
| -------------- | ------------------------ | --------------------- | --------------------- |
| Elena Tchalykh | Corsa in linea femminile | Non conclude la prova | Non conclude la prova |
| Elena Tchalykh | Cronometro femminile     | 41'47"06              | 20ª                   |

## Equitazione
Salto
| Atleta        | Cavallo | Evento      | Qualificazioni | Qualificazioni | Qualificazioni | Qualificazioni | Qualificazioni | Qualificazioni  | Qualificazioni  | Qualificazioni  | Finale          | Finale          | Finale          | Finale          | Finale          | Totale          | Totale          |
| Atleta        | Cavallo | Evento      | Round 1        | Round 1        | Round 2        | Round 2        | Round 2        | Round 3         | Round 3         | Round 3         | Round A         | Round A         | Round B         | Round B         | Round B         | Totale          | Totale          |
| Atleta        | Cavallo | Evento      | Penalità       | Class.         | Penalità       | Tot.           | Class.         | Penalità        | Tot.            | Class.          | Penalità        | Class.          | Penalità        | Tot.            | Class.          | Penalità        | Class.          |
| ------------- | ------- | ----------- | -------------- | -------------- | -------------- | -------------- | -------------- | --------------- | --------------- | --------------- | --------------- | --------------- | --------------- | --------------- | --------------- | --------------- | --------------- |
| Jamal Rahimov | Warrior | Individuale | 5              | 53º            | 13             | 18             | 60º            | Non qualificato | Non qualificato | Non qualificato | Non qualificato | Non qualificato | Non qualificato | Non qualificato | Non qualificato | Non qualificato | Non qualificato |

## Ginnastica

### Ginnastica artistica
Maschile
| Atleta             | Evento               | Qualificazione | Qualificazione | Qualificazione | Qualificazione | Qualificazione | Qualificazione | Qualificazione | Qualificazione | Finale          | Finale          | Finale          | Finale          | Finale          | Finale          | Finale          | Finale          |
| Atleta             | Evento               | Attrezzo       | Attrezzo       | Attrezzo       | Attrezzo       | Attrezzo       | Attrezzo       | Totale         | Posizione      | Attrezzo        | Attrezzo        | Attrezzo        | Attrezzo        | Attrezzo        | Attrezzo        | Totale          | Posizione       |
| Atleta             | Evento               | CL             | C              | A              | V              | P              | S              | Totale         | Posizione      | CL              | C               | A               | V               | P               | S               | Totale          | Posizione       |
| ------------------ | -------------------- | -------------- | -------------- | -------------- | -------------- | -------------- | -------------- | -------------- | -------------- | --------------- | --------------- | --------------- | --------------- | --------------- | --------------- | --------------- | --------------- |
| Shakir Shikhaliyev | Concorso individuale | 14.600         | 12.866         | 13.166         | 15.433         | 13.666         | 10.633         | 80.364         | 40º            | Non qualificato | Non qualificato | Non qualificato | Non qualificato | Non qualificato | Non qualificato | Non qualificato | Non qualificato |

### Ginnastica ritmica
Femminile
| Atleta         | Evento               | Qualificazione | Qualificazione | Qualificazione | Qualificazione | Qualificazione | Qualificazione | Finale  | Finale | Finale | Finale | Finale  | Finale     |
| Atleta         | Evento               | Cerchio        | Palla          | Clavi          | Nastro         | Totale         | Classifica     | Cerchio | Palla  | Clavi  | Nastro | Totale  | Classifica |
| -------------- | -------------------- | -------------- | -------------- | -------------- | -------------- | -------------- | -------------- | ------- | ------ | ------ | ------ | ------- | ---------- |
| Aliya Garayeva | Concorso individuale | 27.450         | 28.350         | 27.850         | 28.200         | 111.850        | 3ª Q           | 27.925  | 27.825 | 27.575 | 28.250 | 111.575 | 4ª         |

## Lotta

### Lotta libera
Maschile
| Atleta               | Evento  | Qualificazione        | Ottavi                  | Quarti                   | Semifinale                | Ripescaggio Turno 1  | Ripescaggio Turno 2    | Finale               | Classifica |
| Atleta               | Evento  | Avversario Risultato  | Avversario Risultato    | Avversario Risultato     | Avversario Risultato      | Avversario Risultato | Avversario Risultato   | Avversario Risultato | Classifica |
| -------------------- | ------- | --------------------- | ----------------------- | ------------------------ | ------------------------- | -------------------- | ---------------------- | -------------------- | ---------- |
| Toğrul Əsgərov       | −60 kg  |                       | Tim Schleicher V 3-1    | Kenichi Yumoto V 3-1     | Coleman Scott V 3-0       |                      |                        | Besik Kudukhov V 3-0 |            |
| Cəbrayıl Həsənov     | −66 kg  |                       | Leonid Bazan V 3-1      | Ali Šabanaŭ V 3-1        | Tatsuhiro Yonemitsu P 1-3 |                      |                        | Liván López P 1-3    | 5º         |
| Ashraf Aliyev        | −74 kg  | Sosuke Takatani V 3-0 | Denis Tsargush P 1-3    | Non qualificato          | Non qualificato           | Non qualificato      | Non qualificato        | Non qualificato      | 5º         |
| Şərif Şərifov        | −84 kg  |                       | İbrahim Bölükbaşı V 3-1 | Jake Herbert V 3-1       | Ehsan Lashgari V 3-1      |                      |                        | Jaime Espinal V 3-1  |            |
| Khetag Gazyumov      | −96 kg  |                       | Ruslan Sheikhau V 3-1   | Valerii Andriitsev P 1-3 | Non qualificato           |                      | Rustam Iskandari V 3-1 | Reza Yazdani V WO    |            |
| Jamaladdin Magomedov | −120 kg | Biljal Machov P 0-3   | Non qualificato         | Non qualificato          | Non qualificato           | Non qualificato      | Non qualificato        | Non qualificato      | 16º        |

### Lotta greco romana
Maschile
| Atleta           | Evento | Qualificazione         | Ottavi                    | Quarti                    | Semifinale              | Ripescaggio Turno 1  | Ripescaggio Turno 2  | Finale                    | Classifica |
| Atleta           | Evento | Avversario Risultato   | Avversario Risultato      | Avversario Risultato      | Avversario Risultato    | Avversario Risultato | Avversario Risultato | Avversario Risultato      | Classifica |
| ---------------- | ------ | ---------------------- | ------------------------- | ------------------------- | ----------------------- | -------------------- | -------------------- | ------------------------- | ---------- |
| Rövşən Bayramov  | −55 kg | Mingiyan Semenov V 3-0 | Spenser Mango V 3-0       | Li Shujin V 3-0           | Choi Gyu-Jin V 3-0      |                      |                      | Hamid Sourian P 0-3       |            |
| Hasan Aliyev     | −60 kg |                        | Stig André Berge V 3-1    | Jung Ji-Hyun V 3-0        | Revaz Lashkhi P 1-3     |                      |                      | Zaur Kuramagomedov P 1-3  | 5º         |
| Emin Əhmədov     | −74 kg |                        | Neven Žugaj V 3-0         | Zurabi Datunashvili V 3-0 | Arsen Julfalakyan P 0-3 |                      |                      | Aliaksandr Kikiniou V 3-1 |            |
| Saman Tahmasebi  | −84 kg |                        | Vladimer Gegeshidze P 1-3 | Non qualificato           | Non qualificato         | Non qualificato      | Non qualificato      | Non qualificato           | 11º        |
| Shalva Gadabadze | −96 kg |                        | Rustam Totrov P 1-3       | Non qualificato           | Non qualificato         |                      | Jimmy Lidberg P 1-3  | Non qualificato           | 10º        |

### Lotta libera
Femminile
| Atleta          | Evento | Qualificazione       | Ottavi                  | Quarti                | Semifinale           | Ripescaggio Turno 1  | Ripescaggio Turno 2   | Finale                  | Classifica |
| Atleta          | Evento | Avversario Risultato | Avversario Risultato    | Avversario Risultato  | Avversario Risultato | Avversario Risultato | Avversario Risultato  | Avversario Risultato    | Classifica |
| --------------- | ------ | -------------------- | ----------------------- | --------------------- | -------------------- | -------------------- | --------------------- | ----------------------- | ---------- |
| Marija Stadnyk  | −48 kg |                      | Clarissa Chun V 3-0     | Iwona Matkowska V 3-1 | Irini Merleni V 3-0  |                      |                       | Hitomi Obara P 1-3      |            |
| Julija Ratkevič | −55 kg |                      | Maria Prevolaraki V 3-0 | Saori Yoshida P 0-3   | Non qualificato      |                      | Kelsey Campbell V 3-0 | Valeria Zholobova V 3-0 |            |

## Judo
Maschile
| Atleta          | Evento  | 32-esimi                             | 16-esimi                         | Ottavi                           | Quarti di finale            | Semifinali           | 1º Turno ripescaggi             | 2º Turno ripescaggi  | Finale               | Finale          |
| Atleta          | Evento  | Avversario Risultato                 | Avversario Risultato             | Avversario Risultato             | Avversario Risultato        | Avversario Risultato | Avversario Risultato            | Avversario Risultato | Avversario Risultato | Classifica      |
| --------------- | ------- | ------------------------------------ | -------------------------------- | -------------------------------- | --------------------------- | -------------------- | ------------------------------- | -------------------- | -------------------- | --------------- |
| Ilgar Mushkiyev | −60 kg  |                                      | Hovhannes Davtyan P (0000–0101)  | Non qualificato                  | Non qualificato             | Non qualificato      | Non qualificato                 | Non qualificato      | Non qualificato      | Non qualificato |
| Tarlan Karimov  | −66 kg  |                                      | Musa Mogushkov V (0021–0011)     | Ahmed Awad V (0000–0002)         | Sugoi Uriarte P (0001–0021) | Non qualificato      | Paweł Zagrodnik P (0000–0010)   | Non qualificato      | Non qualificato      | 7º              |
| Rüstəm Orucov   | −73 kg  |                                      | Gideon van Zyl V (0100–0101)     | Mansur Isaev P (0000–1001)       | Non qualificato             | Non qualificato      | Non qualificato                 | Non qualificato      | Non qualificato      | Non qualificato |
| Elnur Mammadli  | −81 kg  | Antoine Valois-Fortier P (0001–0001) | Non qualificato                  | Non qualificato                  | Non qualificato             | Non qualificato      | Non qualificato                 | Non qualificato      | Non qualificato      | Non qualificato |
| Elxan Məmmədov  | −90 kg  |                                      | Christophe Lambert V (0111–0001) | Song Dae-Nam P (0011–0000)       | Non qualificato             | Non qualificato      | Non qualificato                 | Non qualificato      | Non qualificato      | Non qualificato |
| Elmar Gasimov   | −100 kg |                                      | Maxim Rakov V (0000–0011)        | Levan Zhorzholiani V (0011–0002) | Hwang Hee-Tae P (0002–0021) | Non qualificato      | Ramziddin Sayidov P (0000–1000) | Non qualificato      | Non qualificato      | 7º              |

Femminile
| Atleta           | Evento | 16-esimi                        | Ottavi                        | Quarti di finale     | Semifinali           | 1º Turno ripescaggi  | 2º Turno ripescaggi  | Finale               | Finale          |
| Atleta           | Evento | Avversario Risultato            | Avversario Risultato          | Avversario Risultato | Avversario Risultato | Avversario Risultato | Avversario Risultato | Avversario Risultato | Classifica      |
| ---------------- | ------ | ------------------------------- | ----------------------------- | -------------------- | -------------------- | -------------------- | -------------------- | -------------------- | --------------- |
| Kifayat Gasimova | −57 kg |                                 | Kaori Matsumoto P (0000–0010) | Non qualificata      | Non qualificata      | Non qualificata      | Non qualificata      | Non qualificata      | Non qualificata |
| Ramila Yusubova  | −63 kg | Gulnar Hayytbaeva V (0111–0000) | Joung Da-Woon P (1000–0000)   | Non qualificata      | Non qualificata      | Non qualificata      | Non qualificata      | Non qualificata      | Non qualificata |

## Nuoto e sport acquatici

### Nuoto
Maschile
| Atleta          | Evento         | Batterie | Batterie   | Semifinali      | Semifinali      | Finale          | Finale          |
| Atleta          | Evento         | Tempo    | Classifica | Tempo           | Classifica      | Tempo           | Classifica      |
| --------------- | -------------- | -------- | ---------- | --------------- | --------------- | --------------- | --------------- |
| Yevgeniy Lazuka | 100 m farfalla | 53"86    | 38º        | Non qualificato | Non qualificato | Non qualificato | Non qualificato |

Femminile
| Atleta              | Evento     | Batterie | Batterie   | Semifinali      | Semifinali      | Finale          | Finale          |
| Atleta              | Evento     | Tempo    | Classifica | Tempo           | Classifica      | Tempo           | Classifica      |
| ------------------- | ---------- | -------- | ---------- | --------------- | --------------- | --------------- | --------------- |
| Oksana Hatamkhanova | 100 m rana | 1'25"52  | 44ª        | Non qualificata | Non qualificata | Non qualificata | Non qualificata |

## Pugilato
Maschile
| Atleta                | Evento                     | 16-esimi                      | Ottavi                 | Quarti                   | Semifinali                 | Finale               | Finale          |
| Atleta                | Evento                     | Avversario Risultato          | Avversario Risultato   | Avversario Risultato     | Avversario Risultato       | Avversario Risultato | Posizione       |
| --------------------- | -------------------------- | ----------------------------- | ---------------------- | ------------------------ | -------------------------- | -------------------- | --------------- |
| Elvin Mamishzadeh     | Pesi mosca (-52 kg)        | Nyambayaryn Tögstsogt P 11–18 | Non qualificato        | Non qualificato          | Non qualificato            | Non qualificato      | Non qualificato |
| Magomed Abdulhamidov  | Pesi gallo (-56 kg)        |                               | Satoshi Shimizu P      | Non qualificato          | Non qualificato            | Non qualificato      | Non qualificato |
| Heybatulla Hajialiyev | Pesi superleggeri (-64 kg) | Abderrazak Houya P 16–19      | Non qualificato        | Non qualificato          | Non qualificato            | Non qualificato      | Non qualificato |
| Soltan Migitinov      | Pesi medi (-75 kg)         | Mohamed Hikal V 20–12         | Esquiva Falcão P 11–24 | Non qualificato          | Non qualificato            | Non qualificato      | Non qualificato |
| Teymur Məmmədov       | Pesi massimi (-91 kg)      |                               | Jai Opetaia V 12–11    | Siarhei Karneyeu V 19–19 | Clemente Russo P 13–15     | Non qualificato      |                 |
| Magomedrasul Medžidov | Pesi supermassimi (+91 kg) |                               | Meji Mwamba V          | Omarov V 17–14           | Roberto Cammarelle P 12–13 | Non qualificato      |                 |

Femminile
| Atleta           | Evento             | Ottavi               | Quarti               | Semifinali           | Finale               | Finale          |                 |
| Atleta           | Evento             | Avversario Risultato | Avversario Risultato | Avversario Risultato | Avversario Risultato | Posizione       |                 |
| ---------------- | ------------------ | -------------------- | -------------------- | -------------------- | -------------------- | --------------- | --------------- |
| Elena Vystropova | Pesi medi (-75 kg) | Edith Ogoke P 12–14  | Non qualificata      | Non qualificata      | Non qualificata      | Non qualificata | Non qualificata |

## Scherma
Femminile
| Atleta        | Evento            | Preliminari                 | 16-esimi               | Ottavi               | Quarti di finale     | Semifinale           | Finale               | Finale          |
| Atleta        | Evento            | Avversario Punteggio        | Avversario Punteggio   | Avversario Punteggio | Avversario Punteggio | Avversario Punteggio | Avversario Punteggio | Classifica      |
| ------------- | ----------------- | --------------------------- | ---------------------- | -------------------- | -------------------- | -------------------- | -------------------- | --------------- |
| Sabina Mikina | Spada Individuale | Alexandra Bujdoso V (16-13) | Olha Kharlan P (10-15) | Non qualificata      | Non qualificata      | Non qualificata      | Non qualificata      | Non qualificata |

## Sollevamento pesi
Maschile
| Atleta           | Evento  | Strappo   | Strappo              | Slancio   | Slancio    | Totale   | Classifica           |
| Atleta           | Evento  | Risultato | Classifica           | Risultato | Classifica | Totale   | Classifica           |
| ---------------- | ------- | --------- | -------------------- | --------- | ---------- | -------- | -------------------- |
| Valentin Hristov | -56 kg  | 127 kg    | 2º                   | 159 kg    | 2º         | 286 kg   |                      |
| Afgan Bayramov   | -69 kg  | 142       | Non finisce la prova | -         | -          | -        | Non finisce la prova |
| Sardar Hasanov   | -69 kg  | 145 kg    | 5º                   | 176 kg    | 8º         | 321 kg   | 8º                   |
| Intigam Zairov   | -94 kg  | 182 kg    | 3º                   | 215 kg    | 7º         | 397 kg   | 6º                   |
| Veličko Čolakov  | +105 kg | Ritirato  | Ritirato             | Ritirato  | Ritirato   | Ritirato | Ritirato             |

Femminile
| Atleta          | Evento | Strappo   | Strappo    | Slancio   | Slancio    | Totale | Classifica |
| Atleta          | Evento | Risultato | Classifica | Risultato | Classifica | Totale | Classifica |
| --------------- | ------ | --------- | ---------- | --------- | ---------- | ------ | ---------- |
| Bojanka Kostova | -58 kg | 105 kg    | 3ª         | 128 kg    | 3ª         | 233    | 5ª         |

## Taekwondo
Maschile
| Atleta       | Evento | Ottavi               | Quarti                | Semifinale           | Ripescaggio Turno 1  | Ripescaggio Turno 2  | Finale               | Classifica      |
| Atleta       | Evento | Avversario Risultato | Avversario Risultato  | Avversario Risultato | Avversario Risultato | Avversario Risultato | Avversario Risultato | Classifica      |
| ------------ | ------ | -------------------- | --------------------- | -------------------- | -------------------- | -------------------- | -------------------- | --------------- |
| Ramin Azizov | -80 kg | Steven López V 6-2   | Mauro Sarmiento P 1-2 | Non qualificato      | Non qualificato      | Non qualificato      | Non qualificato      | Non qualificato |

Femminile
| Atleta         | Evento | Ottavi                | Quarti               | Semifinale           | Ripescaggio Turno 1  | Ripescaggio Turno 2  | Finale               | Classifica      |
| Atleta         | Evento | Avversario Risultato  | Avversario Risultato | Avversario Risultato | Avversario Risultato | Avversario Risultato | Avversario Risultato | Classifica      |
| -------------- | ------ | --------------------- | -------------------- | -------------------- | -------------------- | -------------------- | -------------------- | --------------- |
| Farida Azizova | -67 kg | Karine Sergerie P 0-1 | Non qualificata      | Non qualificata      | Non qualificata      | Non qualificata      | Non qualificata      | Non qualificata |

## Tiro a segno/volo
Femminile
| Atleta        | Evento                     | Qualificazione | Qualificazione | Finale          | Finale          |
| Atleta        | Evento                     | Punteggio      | Classifica     | Punteggio       | Classifica      |
| ------------- | -------------------------- | -------------- | -------------- | --------------- | --------------- |
| İradə Aşumova | Pistola 10m aria compressa | 372            | 39ª            | Non qualificata | Non qualificata |
| İradə Aşumova | Pistola 25m                | 578            | 23ª            | Non qualificata | Non qualificata |